# Funastrum ervendbergii
Funastrum ervendbergii är en oleanderväxtart som beskrevs av Rudolf Schlechter. Funastrum ervendbergii ingår i släktet Funastrum och familjen oleanderväxter. Inga underarter finns listade i Catalogue of Life.